# Hondecoeterstraat 14
Hondecoeterstraat 14 te Amsterdam is een gebouw aan de Hondecoeterstraat in Amsterdam-Zuid. Het gebouw heeft vleugels aan de Frans van Mierisstraat 90-94 en Nicolaas Maesstraat 111.

## Geschiedenis
Hier werd in 1905 een gebouw neergezet dat afwijkt van de gangbare bouwsels in dit deel van het Museumkwartier. Er werd hier druk gebouwd aan etagewoningen, maar dit gebouw stond nog een tijdje in het open veld. Op wat nummer 14 zou worden, werd een bedrijfsgebouw (kantoor, remise met stalling, conciërgewoning, meubelbergplaatsen) neergezet dat moest dienen tot het nieuwe kantoor en opslag van transportbedrijf De Gruijter & Co komende van de Bergstraat, Warmoesstraat 153 en Leidsekade 70. Op een vierkante plattegrond kwamen vier bouwlagen met een symmetrische gevel aan de Hondecoeterstraat. Het gebouw valt niet alleen op vanwege haar bouwvolume, maar ook door de gebruikte materialen. Ten opzichte van de omringende woningen schreven de architecten Jacot en Oldewelt een lichte kleur baksteen voor, afgewisseld met banden donkere bakstenen; onder de daklijsten waren kleurige versieringen in het metselwerk aangebracht. De plint was juist zeer donker van kleur. Op natuurstenen banden waren in de gevels teksten te lezen over de bestemming van het gebouw. In de beide zijgevels waren hoge poorten gemaakt voor in- en uitrijdend verkeer; in eerste instantie nog paard en wagen.   
Nadat De Gruijter hier vertrok, heeft het gebouw vanaf 2004 enige tijd gediend tot depot van het Rijksmuseum; er was immers genoeg ruimte uit de tijd van de opslag. Ook zat er in de jaren tachtig het reclamebureau Prins, Meijer, Stamenkovits & van Walbeek.

## Nieuwbouw
In de 21e eeuw was er in deze buurt weinig vraag naar dit soort gebouwen. Het werd herontwikkeld tot achttien loft-appartementen. Daartoe werd eigenlijk het gehele gebouw afgebroken, op de gevels aan de straat na. Deze werden in enorme metalen lijsten overeind gehouden terwijl daarachter een nieuw gebouw werd neergezet, waarbij de oude metalen kolommen en liggers hergebruikt werden. Het gebouw kreeg als bijnaam Depot-Zuid. De bouwperiode begon al in 2015 en was in 2022 nog niet volledig afgerond. De verbouwing werd begeleid door Herman Prats en Ronald Hooft (&Prast&Hooft).

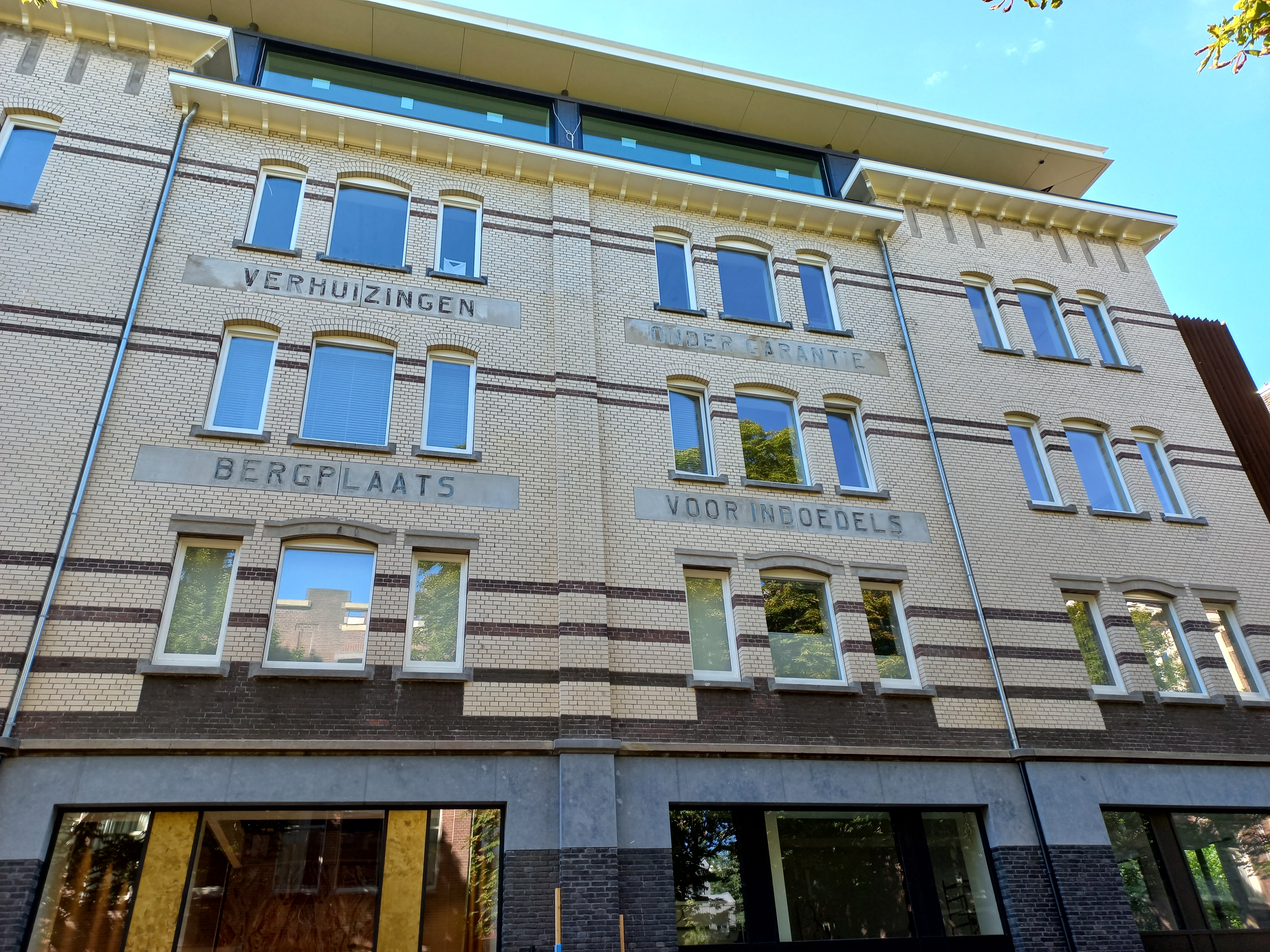
Gevel Nicolaas Maesstraat met oude bestemming in natuursteen (juli 2022)